# Iva Perovanović
Iva Perovanović (cyr. Ивa Перовaновић ur. 1 września 1983 w Titogradzie) – czarnogórska koszykarka grająca na pozycji środkowej.

## Osiągnięcia
Na podstawie, o ile nie zaznaczono inaczej.

### Drużynowe
- Mistrzyni:
  - Polski (2006)
  - Czarnogóry (2007, 2008)
  - Jugosławii (2003)
- Wicemistrzyni Polski (2005, 2012)
- Brąz mistrzostw Rosji (2013)
- Zdobywczyni pucharu:
  - Polski (2006)
  - Jugosławii (2003)
  - Francji (2011)
- Finalistka pucharu Polski (2005)

### Indywidualne
- MVP ligi czarnogórskiej (2008)
- Liderka PLKK w skuteczności rzutów z gry (2012)

### Reprezentacja
- Wicemistrzyni Europy U–16 (1999)
- Uczestniczka:
  - mistrzostw Europy:
    - 2005 – 9. miejsce, 2011 – 6. miejsce, 2013 – 10. miejsce, 2015 – 7. miejsce, 2017 – 16. miejsce
    - U–18 (2000 – 9. miejsce)

  - kwalifikacji do Eurobasketu (2005, 2011, 2013, 2015, 2017)
- Liderka:
  - strzelczyń Eurobasketu (2011)
  - Eurobasketu w skuteczności rzutów z gry (2011 – 54,3%)[2]